# بوراشد (الصباب)
بوراشد هي إحدى مشيخات المملكة المغربية، تتبع جغرافيا لإقليم جرسيف وإداريًا لـ الصباب. يقدر عدد سكانها بـ 1015 نسمة حسب الإحصاء الرسمي للسكان والسكنى لسنة 2004.